# Diecezja Jaboticabal
Diecezja Jaboticabal (łac. Dioecesis Iaboticaballensis) – diecezja Kościoła rzymskokatolickiego w Brazylii. Należy do metropolii Ribeirão Preto wchodzi w skład regionu kościelnego Sul 1. Została erygowana przez papieża Piusa XI bullą Sollicitudo omnium w dniu 25 stycznia 1929.